# Henri de Latouche

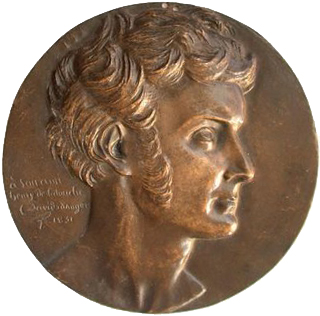
Henri de Latouche, Medaillon von David d’Angers

Hyacinthe-Joseph Alexandre Thabaud de Latouche, genannt Henri de Latouche (* 2. Februar 1785 in La Châtre, Département Indre; † 9. März 1851 in Châtenay-Malabry, Département Hauts-de-Seine) war ein französischer Schriftsteller.
Hyacinthe Thabaud de Latouche war Beamter bei der Verwaltung der indirekten Steuern. Zwischen 1808 und 1810 verband ihn eine Liebschaft mit der Schauspielerin und späteren Dichterin Marceline Desbordes, ein gemeinsames Kind starb 1816. Mit dem Sturz des Kaiserreichs verlor er seine Stelle und lebte fortan von den Erträgen seiner Feder. Er schrieb eine große Anzahl von Gedichten, Lustspielen, Romanen und Journalartikeln. Dazu gehören die im Jahr 1818 veröffentlichten:
- Proces complet des prevenus de l’assassinat de M. Fualdes
- Mémoires de Madame Manson
- Selmours de Florian (zusammen mit Émile Deschamps)
- Le tour de faveur

Von 1819 bis 1830 gehörte er der romantischen Schule an, dichtete Balladen nach deutschen und englischen Mustern und erwarb sich durch naturfrische und geistreiche Beschreibungen den Namen des Hesiod der romantischen Schule. In diese Zeit fällt die Herausgabe der Gedichte André Chéniers (1819), der Roman Olivier Brusson (1823), den er ohne Quellenangabe aus E.T.A. Hoffmann abgeschrieben hatte; die Correspondance de Clément XIV et de Carlin (1827), ein Roman in Briefen gegen die Jesuiten, von ihm als authentisch herausgegeben, und der Roman Fragoletta ou Naples et Paris en 1799 (1829).
Im selben Jahr wandte sich de Latouche plötzlich mit dem Artikel La camaraderie littéraire gegen seine bisherigen Freunde; aber seine Boshaftigkeit erhielt einen derben Denkzettel durch einen Artikel von Gustave Planche in der Revue des Deux Mondes (1831): La haine littéraire.
Bis 1832 redigierte er den Figaro in antiliberalem Sinn und schrieb die Gedichte:
- La Vallée aux loups (1833),
- Les Adieux (1842),
- Encore adieu (erst 1852 veröffentlicht)

## Werke
- Die Werke Canova’s : Sammlung von lithographirten Umrissen nach seinen Statuen und Bas-reliefs. Stuttgart, 1826 (Digitalisierte Ausgabe der Universitäts- und Landesbibliothek Düsseldorf)